# Antonio Giacobbe
Antonio Giacobbe, né le 12 février 1947 à Cecina, est un entraîneur italien de volley-ball.

## Carrière
Antonio Giacobbe est sélectionneur de l'équipe d'Italie féminine de volley-ball de 1980 à 1985. 
Il devient sélectionneur de l'équipe de Tunisie de volley-ball en 1999. Il dirige la sélection jusqu'en 2007 puis devient sélectionneur de l'équipe d'Égypte de volley-ball de 2009 à 2011 avant de résigner un contrat d'un an en 2013. Après une expérience avec l'équipe marocaine en 2015, il redevient sélectionneur de la Tunisie en 2017.

## Palmarès d'entraîneur

### Avec l'équipe d'Italie féminine
- Jeux méditerranéens :
  -  Finaliste : 1983

### Avec l'équipe de Tunisie
- Championnat d'Afrique :
  -  Champion : 1999, 2003, 2017, 2019, 2021
  -  Finaliste : 2005, 2007
- Championnat arabe :
  -  Champion : 2000, 2002, 2006
- Jeux méditerranéens :
  -  Finaliste : 2001
- Jeux africains :
  -  Finaliste : 2007
- Jeux panarabes :
  -  Champion : 1999
  -  Troisième : 2004

### Avec l'équipe d'Égypte
- Championnat d'Afrique :
  -  Champion : 2009

### Avec l'équipe du Maroc
- Championnat d'Afrique :
  -  Troisième : 2015